# 김선희 (성우)
{{성우 정보
| 이름 = 김선희
| 사진 = 
| 사진설명 = 
| 본명 = 김선희
| 별명 = 명품언니
| 생일 = 
| 출신지 =  대한민국
| 사망 = 
| 사망지 = 
| 활동기간 = 1995년 쇼호스트
```
          1996년 투니버스 성우2기
          2010~ 전시기획자. 아트디렉터
          2021~ 애니메이션 감독 
          현 브랜드디렉터로 활동중
```

| 데뷔작 = 국민은행 CF 모델
| 국적 =  대한민국
김선희는 대한민국의 성우이다. 1995년 39쇼핑 (현CJ) 쇼호스트, 1996년 온미디어 (현 CJ ENM)의 투니버스 성우 2기로 방송에 데뷔하였고, 1999년 프리랜서 성우가 되면서 한국성우협회 정회원으로 등록되었다. CJ E&M 투니버스 제 2기생이다.
쇼핑칼럼니스트로도 활동하며, 성우활동보다는 쇼호스트, 쇼핑칼럼니스트, 방송 MC 등으로도 활동하였으며 아티스트로서의 영역도 넓혀 전시기획자 및 애니에이션 감독등 컨텐츠분야에서의 디렉터로서의 입지도 굳힌 케이스이다.상업적으로는 명품언니 김선희로 신뢰의 아이콘으로 불리우며 대한민국의 대표적인 브랜드디렉터이고, 예술분야에서는 kbs 방영작인 테테루_테디베어마을 26부작을 연출하였다. 전시기획활동도 활발하여 ddp 유일의 상설뮤지엄인 테테루뮤지엄_홀로그램아트월드를 기획하였다.

## 주요 활동

### TV 애니메이션
- 미유키
- 마신영웅전 와타루
- 마신영웅전 와타루2
- 엄마는 공룡을 사랑해
- 우주에서 온 모자코 (삼돌)
- 후시기 유우기 (유장)
- 프란체스코의 아름다운 세상 (재봉사)
- 검비의 모험 (진저)
- 팬다와 친구들의 모험
- 허클베리핀의 모험 (벤)
- 우주탐사대
- 졸업 (지은 어머니)
- 오즈 (소년 리온)
- 내 사랑 유미

### OVA
- 대운동회 OVA

### 게임
- 두근두근 메모리얼 (고시키 유카리)
- 센티멘탈 그래피티 (아야사키 와카나)

### 저서
- 김선희의 쇼핑디자인

### CM
- SK텔레콤, 포스코, 래미안, 소니, LG전자, 삼성생명, 코리아나, 미샤, 도브, CJ, AIG 생명, 풀무원 등 200여 편